# RELEASE THE SPYCE
『RELEASE THE SPYCE』（リリース ザ スパイス）は、Lay-duce制作による日本のテレビアニメ作品。2018年10月から12月にかけて毎日放送ほかにて放送された。略称は『リリスパ』。
『ゆるゆり』の原作者である漫画家のなもりがキャラクター原案、『結城友奈は勇者である』をはじめとした『勇者であるシリーズ』を手掛けるタカヒロが企画原案・シリーズ構成を務めるオリジナルテレビアニメであり、ジャンルは『女子高生×スパイアクション』。

## スタッフィング・経緯
『勇者であるシリーズ』のシナリオチームが本作のシナリオ制作を務め、シナリオ原案・シリーズ構成・各話脚本をタカヒロが担当。同じく各話脚本やノベライズ版の執筆を、『勇者であるシリーズ』にてアニメ版の各話脚本や外伝作品の執筆を務めた朱白あおいが担当している。過去編を描くノベライズ版を『電撃G's magazine』にて先行して公開し、テレビアニメ本編と連動させる試みも『勇者であるシリーズ』と共通している。
企画発足は2015年ごろ、タカヒロが企画・原案・各話脚本を務めた『結城友奈は勇者である』のプロデューサー陣から、「『勇者であるシリーズ』と並行して別の企画をやりたい」という話を持ち掛けられ、漫画家のなもりがキャラクター原案として候補に挙がった。タカヒロは、「なもり先生がキャラクター原案なら、彼女の作品に多い日常系をやっても仕方がない」と考えており、プロデューサー陣より企画当時に流行していた『キングスマン』や『コードネーム U.N.C.L.E.』のようなスパイ作品はどうだろうかという提案から、スパイを主人公とした物語を描くことが決定した。

## 作風・設定
作品のテーマは「師匠と弟子の絆」、「人から人に受け継がれていくもの」。「師匠と弟子」のシステムに関してはキャラクター原案のなもりの作品で多く見られる、女の子同士の関係性を強調するために取り入れられた。作風としては『裏切りのサーカス』のように重厚なものではなく、アクションとコメディが合わさったノリの良い作品を目指し企画が進められた。また、オープニング映像や作中の演出には『007』シリーズや『キングスマン』、『コードネーム U.N.C.L.E.』などのスパイ映画のオマージュが随所にみられる。後から企画に参加した監督のさとう陽はショーン・コネリー時代の『007』のようなノリの作品にしたいとプロデューサー陣に提案している。
各キャラクターの名前やコードネームは実在した忍者の名前をモチーフにしている。また、「ツキカゲ」という組織名は、忍者というイメージがしやすいという理由で決められた。これらは、スパイ活動中のコスチュームに関して学生服のまま戦うなど幾つかの候補が提案されていた時期に監督のさとうが提案した忍者風のコスチュームが採用されたことや、海外への展開も視野に入れたうえで「日本のスパイ」ということをわかりやすく表現するために採用された経緯がある。
源モモの特技である「舐めるとその人の健康状態や感情を把握できる能力」は、女の子とコミュニケーションをしつつ、スパイ物として生かせる特技を作りたいという意見により生まれた。物語のキーアイテムとなるスパイスは、プロデューサー陣の「"スパイ"が主役だから料理を使った"スパイス部"を作るのはどうだろうか」という意見がきっかけとなり、エンターテインメントとしてもわかりやすい要素となるため、最終的に「囓ると身体能力を一時的に向上させるアイテム」として採用された。アートワークスには岡村天斎が参加しており、各キャラクターの武器デザインや物語終盤のカギとなるある兵器のデザイン、各話絵コンテを担当している。

## メディア展開
2018年1月29日に企画発表され、翌2018年1月30日に刊行された『電撃G'sコミック』3月号より、同年2月27日に刊行された2019年2月号までコミカライズ作品『RELEASE THE SPYCE ないしょのミッション』が連載された。また、同年2月28日刊行の『電撃G's magazine』4月号より、同年11月30日刊行の2019年1月号までテレビアニメとの連動企画として本編より約3年前の過去を描くノベライズ作品『RELEASE THE SPYCE GOLDEN GENESIS』（リリース ザ スパイス ゴールデン ジェネシス）が連載された。ノベライズ版は回を追うごとにアニメ本編の時系列に近づいてゆき、9月29日発売号掲載の第8話が10月28日最速放送のアニメ第4話「Never Say Never Together」の冒頭シーン、11月30日発売号掲載の第10話が12月2日最速放送のアニメ第9話「ディスティニー・サークル」の回想シーンにつながる構成になっているなど、アニメと連動した試みが行われている。
アニメ、漫画、ノベライズ企画終了後の展開は、スマートフォンゲーム『RELEASE THE SPYCE secret fragrance』（リリース ザ スパイス シークレット フレグランス）が2019年2月12日にリリース。アニメ版とノベライズ版のシナリオチーム執筆による新たなシナリオにより、モウリョウ撲滅後から雪がツキカゲを脱退するまでの時系列の物語が描かれる。

## あらすじ

### テレビアニメ
ある日、空崎市に住む女子高生の源モモは、どこの国にも所属せずに平和のために戦う正義のスパイ組織、私設情報機関「ツキカゲ」にスカウトされる。モモは高校の先輩でもある半蔵門雪の弟子となり、彼女の技術を継承していく。さらに現在、空崎市には犯罪組織「モウリョウ」の手が伸びていた。家族や友人、商店街の人々を守る為にモモは仲間と共に立ち向かっていく。

### GOLDEN GENESIS
テレビアニメ本編より約3年前の2015年。ツキカゲに所属する空崎高等学校附属中学校3年生の半蔵門雪は師匠の藤林長穂や同じ弟子同士である八千代命、青葉初芽、彼女たちの師匠である高坂信、カトリーナ・トビーとともに空崎市で起こる数々の事件に挑む。その事件の陰には犯罪組織「モウリョウ」の姿があった。

### secret fragrance
ツキカゲは「ゲッカコウ作戦」を阻止し、モウリョウを壊滅に追い込むことに成功した。しかし、モウリョウが壊滅したことにより、これを好機と見た様々な組織が連合を組んで裏世界を席巻した。モウリョウが狙っていた空崎を縄張りとしたい悪の連合はツキカゲの撲滅を狙っており、その規模に圧倒されたツキカゲは情報機関同士で連合を組み対抗していく事を決める。そして、国に属する組織であり私設情報機関を危険視している「凪の部隊」（なぎのぶたい）や、命が文鳥の女に送ったツキカゲのデータ「Tファイル」、ツキカゲに戻ってきた命の師匠、高坂信も加わり、様々な要因が絡み合っていくことになる。
一方、雪は記憶を消してツキカゲを脱退することを考えており、弟子であるモモに別れを切り出す決意をしていた。雪はこのミッションをツキカゲとしてのラストミッションとし、戦いに身を投じてゆく。

## 登場人物

### ツキカゲ

#### 主要人物
源 モモ（みなもと もも）
声 - 安齋由香里
本作の主人公。高校2年生。誕生日は6月29日。先輩であり師匠でもある半蔵門雪を敬慕している。コードネームは「百地（ももち）」で、番付は「序二段」。戦闘では日本刀を使用する。視力が良く、夜目が利き、嗅覚に優れる。他人の肌を舐めると、その人の健康状態や感情を把握することができる特殊能力を持つ。クラスメートの命と五恵に見出だされたことをきっかけとしてツキカゲにスカウトされる。その後、雪による2か月間の厳しい修行に耐え抜き最終試験にも合格。ツキカゲの一員となった。最初の頃は経験の浅さから失敗が多く自身はスパイに向いていないとも考えていたが、白虎との戦いでは周りのサポートもあり勝利しスパイとしての自信をつけた。
どんな時でもあきらめない明るい性格をしており、空崎市を守りたいという正義感は誰よりも強いが、スパイとしてはまだまだ未熟であり、任務でケアレスミスをしたり、やる気が空回りしてしまうこともしばしば。特にそのことで雪にメンバーへ頭を下げさせてしまったことが現在でも悔恨として残っており、そのため休みを取らずに無茶なオーバーワークをして疲労する一面も見られている。
父・源昌は警察官であったがとある事件で殉職しており、現在は母・すずと二人暮らし。父の影響もあり将来の夢は警察官。
モウリョウ壊滅後、雪がツキカゲを引退し記憶を消去して一般人に戻ることを決意。最初は躊躇したが、雪にお互いに弟子離れ・師匠離れするべきであることや師匠の想いと魂は受け継がれていると諭され、最後のお別れを済ませた後、彼女に感謝の言葉を述べて記憶を消去した。その9か月後、事件に巻き込まれた才賀をスカウトし、自身の弟子とした。
『secret fragrance』のスパイ留学で飛粋との入れ替わりで一時的に凪の部隊に加わる。ヨモギやしぶきに高く評価され正式に凪の部隊に入らないかと誘いを受けたが断った模様。しばらくしてツキカゲに戻った。
名前の由来は百地（百地三太夫）の”もも”から。
半蔵門 雪（はんぞうもん ゆき）
声 - 沼倉愛美
高校3年生の少女。誕生日は12月14日。モモの師匠。初芽とは幼馴染でクラスメート。アニメ本編の3年前は両目だったが、2年前のモウリョウが起こした衛星ジャックの事件の際に天堂に刀で斬りつけられて右目を負傷、普段は右目を閉じているが、スパイスを二度使用した際には右目を開いている。コードネームは「半蔵（はんぞう）」で、番付は「大関」。加入時期は不明だが少なくとも中学3年生のころにはツキカゲで活動している。使用する武器は日本刀。
真面目な性格で、自他共に厳しい。基本的にはクールで、あまり物事に動じない精神の強さを持つ。モモに対しても厳格に接し、厳しく言い過ぎてしまうこともあるが、彼女の行動を影ながら見守っており、彼女を傷つける者に対しては怒りを露にする。しかし、実際は後述の長穂の件から身内をこれ以上失いたくないと言うほど、仲間に対する思いは誰よりも強く、モモに対して弟子思いの優しい一面を見せることもある。その一方で情報を吐かなかった白虎に対して彼女が号泣し、周囲がドン引きするほどの過激な尋問や長穂の適当な発言に怒りを覚えて彼女が痛がるほどの強めのマッサージを行うなど、時折サディスティックな一面を見せることもある。
武術道場の娘で、ツキカゲにも格闘技術の高さが見込まれてスカウトされた。もともと空崎の街に対して特別な思いは持っていなかったが、師匠であった長穂から港から見せられた景色と「この街を一緒に守っていこう」という言葉をきっかけにツキカゲに入り、空崎の街も大好きになった。
2年前のモウリョウが起こした衛星ジャックの事件を阻止する任務で長穂を目の前で失ってしまい、事件後に遺体も確認できなかったことから彼女が死んだことを認められず、学業も任務も疎かにして一週間探し続けていたが、これ以上の捜索は危険と判断したカトリーナに諭されて打ち切られることに。その後は、悲しみを埋めるかのように任務を自ら抱え込み、学業や日々の鍛錬を続けるなどの休みのない無茶なスケジュールを行っていたが、命や初芽に諭されてその悲しみを分かち合い、二人と共にツキカゲとしてこれからも活動を続けていくことを誓った。このことは現在でもトラウマとなっており、そのため沖縄の任務では自身の命を大切にするようモモに指示をしたにも関わらず、逃げずにニライカナイの首領と戦った彼女を厳しく叱責してしまったこともある。
モウリョウ壊滅後、自身のスパイスが効きにくくなったことから、ツキカゲの引退を決意。協力者ではなく、記憶を消して一般人としての生活を送ることを選択し、モモのことを「自慢の弟子」と讃えて感謝の言葉を述べ、彼女に全てを託して最後のお別れを済ませた後、記憶消去弾を撃たれたことによってツキカゲを卒業となった。その9か月後、ツキカゲの記憶をなくしているはずだが、弟子を作ったモモとすれ違った際に笑みを浮かべていた。
名前の由来は服部半蔵。
八千代 命（やちよ めい）
声 - 洲崎綾
高校2年生の少女。誕生日は11月22日。楓の師匠。サイドテールが特徴。コードネームは「千代女（ちよめ）」で、番付は「関脇」。加入時期は不明だが少なくとも中学2年生のころにはツキカゲで活動している。中学時代は空崎中学に通う雪、初芽とは違い富士丸中学に通っていた。使用する武器はクナイと手裏剣。スパイスを使用しなくても建物と建物の間を飛び越えられるほどの高い身体能力を持つ。
能天気で明るい性格をしており、チームのムードメーカー的な存在。大雑把な性格をしているが、傲慢な態度を取った白虎に対して無表情でプロレス技を極めるなど怒らせると怖く、白虎にとって彼女は頭の上がらない存在となっている。任務で無茶ばかりする弟子の楓とは喧嘩をすることも多いが、弟子に対する想いは強くとても大事にしている。
本編の数年前のある日から駅前でストリートライブをしている。ストリートライブを始めた理由に関して仲間たちには情報収集のためと伝えており、プロになるつもりはないと語っている。しかし、ストリートライブを始めた本当の理由は、「命が歌うなら絶対に聞きに行く」と約束した元師匠の信のため。命の歌を好きだと言ってくれた信との約束を守るために歌を歌い続けており、信がいなくなった日からストリートライブを始めた。今でもギターを弾くたびに信のことを思い出している。
弟子時代から師匠である信よりもスパイとしての実力は上であったが、それでも信のことを師匠と呼んで慕い傍にいることが多かった。戦闘では戦闘向きではない信が敵に不意打ちをして確実に仕留めるための囮役をすることが多かったが、経験面で未熟だったこともあり負傷することが多く、弟子時代は傷や痣、流血が絶えなかった。仲が悪く放任主義の両親と姉のもとで育った影響で一人でいる時間が多く家族の温かさを知らなかったが、信との生活を通して家族と過ごすことの温かさを知る。命を守るために重傷を負った信がツキカゲを抜けた後も、彼女の存在が大きすぎたため弟子を取ることはなかったが、ストリートライブを始めて数年が経ったある日、物憂げな表情で歩いていた楓の姿が気になり声をかけた。
実は自分の欲望を最優先する人物で、街の混沌を何よりも好み、堅苦しいツキカゲを裏切りモウリョウと内通していた。無邪気で卑劣な本性を現してからは悪びれもせず次々と仲間を罠にかけ、弟子である楓すらも冷酷に切り捨てる。この突然の裏切り行為はツキカゲメンバーに唖然と怒りの感情を抱かせたが、実際は二重スパイであり、本編開始の2年前にモウリョウの規模の大きさを知ったカトリーナと二人で話し合い、仲間や自身を危険に晒すリスクがあることを理解しつつ、自ら引き受けていた。カトリーナの店を爆破する際には、直前に彼女に知らせた上で白虎共々退避させ、テレジアとの戦闘で疲弊した初芽に攻撃を仕掛けた際も、アイコンタクトでその真意を伝えた後に彼女に敢えて倒されたふりをさせ、事前に海中で待機していたカトリーナに用意していたダミーをすり替えさせた上で爆弾で爆破し、初芽の死を偽装。弟子3人が拷問室に捕らえられた際には裏切り者を装いつつも、3人の中で一番力のある五恵の右手の拘束具を緩めて彼女たちが脱出するきっかけを作った。モウリョウの「ゲッカコウ作戦」でゲッカコウの装置が一度止まった後に、初芽と協力して幹部や協力者たちを全員倒し、一連の行為に関してのネタバラシをした。その後は財団に取り調べを受けていたが、程なくしてツキカゲへと戻った。
モウリョウ壊滅の9か月後も楓の師匠として、現役で活動している。
名前の由来は望月千代女。
相模 楓（さがみ ふう）
声 - 藤田茜
高校1年生の少女。誕生日は11月22日。命の弟子で、ツキカゲのメンバーでは最年少。コードネームは「風魔（ふうま）」で、番付は「前頭」。使用する武器は爆弾が内蔵された手裏剣。姿を変えたり声を変えたりするといった、いわゆる変装術を得意としている。
上昇志向のあるプライドの高い性格をしており、モモのことも当初は頼りない先輩として馬鹿にしており、ツキカゲでは自分の方が先輩であることからタメ口で接しているが、モモがツキカゲの正式な一員となった後は、五恵共々弟子同士で交友を深めることもしばしば。命とは師弟の考え方の違いで衝突することもあり、私生活では毎回懲りずに無駄遣いをする彼女に憤慨することもあるが、お互いのことを大切に思っており、アルバイトで稼いだ給料で「Mei」という名前が書かれたピックを彼女にプレゼントしている。
家計的に苦しい生活をしており、中学生時代に高校進学を打診されるも、経済的に無理だと諦めていたところをストリートライブをしていた命に話しかけられ、後にツキカゲの一員となっている。現在の高校はツキカゲからの援助を受けながら通っている。家族は父と母、妹がいるが、現在は命のアパートにルームシェアしており家族には寮に暮らしていると伝えている。また、家計を支えるなどの理由からメイド喫茶でバイトをしている。
モウリョウ壊滅の9か月後も命の弟子として活動している。
名前の由来は風魔小太郎。
石川 五恵（いしかわ ごえ）
声 - のぐちゆり
高校2年生の少女。誕生日は8月24日。初芽の弟子で長い黒髪が特徴。コードネームは「五右衛門（ごえもん）」で、番付は「横綱」。モモや命とは同じクラス。カレー店「Wasabi」でアルバイトしている。使用する武器はスナイパーライフルで、戦闘では後方からサポートするほか、手甲（かぎ爪のような武器）で接近戦もこなす。弟子ではあるが、実際はモモの師匠である雪よりも戦闘力が高く、武器はなくとも格闘術だけで相手をいなすことができ、本気を出せば組織を一つ壊滅させることができるほどの実力を持っている。しかし、本人は強さだけが取り柄だと自身を謙遜している部分がある。
スタイルが良くその外見から怖い印象を持たれることもあるが、動物やぬいぐるみなどの可愛いものが大好きで、仲間を気遣う心優しい性格の持ち主。かつて大人たちに害獣として処分されそうになったラッパを必死に守ろうとするその性格を惚れ込んだ初芽によってツキカゲにスカウトされた経緯を持つ。初芽には師匠以上の特別な感情を抱いており、テレジアと一緒にいることに対して嫉妬のような感情を抱いている描写がある。
モウリョウの散布実験ではそのことで洗脳させられ、モモや雪を傷つけてしまい、初芽にも手を挙げる寸前であったが、彼女の必死の説得を受けて正気に戻った。仲間に手を挙げてしまったことで「ツキカゲ失格」とショックを受けていたが、初芽からは許されており、そのことが師弟の絆を一層強くした。また、沖縄の任務の件で王香と仲良くなったことで、テレジアとも仲良くしたいと思うようになる。
モウリョウ壊滅の9か月後はテレジアを弟子とし、現役として活動している。
名前の由来は百地三太夫の弟子であった石川五右衛門より。
青葉 初芽（あおば はつめ）
声 - 内田彩
高校3年生の少女にして青葉グループの令嬢。誕生日は4月2日。五恵の師匠。コードネームは「局（つぼね）」で、番付は「小結」。発明が得意で、透明になるハンドクリームや液体が飛び出る痴漢対策ブザーといった、多くの秘密道具を開発している。使用する武器は仕込み槍。情報開示や作戦説明役、任務では遠隔操作などのサポート役を主に務めるが、状況によっては自身も前戦に立つこともある。
穏やかで明るく心優しい性格の持ち主で、相手がどんな経緯・性格であろうとも友達になりたいと思った人には手を差し伸べる友愛主義者。武術にしか興味がなかった雪も彼女と接しているうちに友達になったと語っており、弟子の五恵がモウリョウの策略とはいえ仲間に手を挙げてしまった際には決して責めるようなことはせずにその全てを許している。自身が幼い頃に出会い、モウリョウの策略によって引き離されてしまったテレジアとは敵対関係でありつつも、彼女のことを「テレちゃん」と呼び、本当の意味での友達になりたいと望んでいる。
モウリョウ壊滅後、テレジアと和解。その9か月後はツキカゲの現役でありながらも、サポート役として活動を続けている模様。
名前の由来は石田三成に仕えていた忍の初芽局から。

#### 関係者
カトリーナ・トビー
声 - 小松未可子
元ツキカゲで初芽の師匠だった女性。本編開始時点で21歳前後。誕生日は12月21日。スパイ時代のコードネームは「カトー（加藤）」。アメリカの裏社会で暗躍するスパイの一族であるトビー家の出身で、物心つく前よりスパイとしての英才教育を受けていた。そのためスパイスを使用しなくても数人の成人男性を制圧できるほどの高い格闘技術、敵の手を正確に打ち抜く射撃技術を身に着けている。スパイス使用時の台詞は「ペナルティタイム」。スパイ時代よりカレー店「Wasabi」を営んでおり、引退した現在も協力者として店を続けている。ツキカゲを引退した現在でも、襲撃してきたドルテを背負い投げしたりロボットの軍勢を相手にスパイスなしで優位に戦うなど高い戦闘能力を備えている。元弟子の初芽とは交わす言葉こそ少ないが強い信頼関係で結ばれている。
命の師匠であった信とはツキカゲに加入する前の2013年、16歳のころに連続爆弾魔を追い日本に派遣された際に協力者として出会った。他人を信じていなかったカトリーナは「イヴァンカ・ライター」という偽名を使い信と接触。最初は信に心を開いていなかったが、他人のために自身の命をかけることもできる信の姿をみて心を動かされる。任務終了後、信に別れを告げて日本を去るも、彼女のことを忘れることができず、トビー家を出てツキカゲに加入することを決める。神を信じていなかったカトリーナの心を動かした信の笑顔にカトリーナは「この少女こそ神ではないか」と思うようになり、信のことを「シン様」と呼び敬愛するようになる。信が腕を毒に侵され引退を余儀なくされた際には、自身の持つ切り札を使い信に対しアメリカの病院に渡り治療するように勧める。
引退後も協力者としてツキカゲに残る理由はいつか戻ってくる信を待ち続けるため。信の弟子であった命のことも気にかけており、信が引退した直後は、命を「Wasabi」に留めて勉強を教えるなど面倒を見ていた。命がモウリョウとの二重スパイを行っていたことは最初から知っており、2年前にモウリョウの規模を知ってからは彼女と二人で話し合ってその任務を任せていた。ツキカゲがモウリョウの撲滅作戦を決行した際には、自身と初芽の死を偽装した後、最終決戦において前戦に復帰し白虎と共闘した。
ツキカゲに加入した時点で、スパイとしては完成していたため師匠は初めからいなかった。そのため、初芽、五恵へと続く技術の継承はカトリーナを起点に始まっている。
『secret fragrance』ではモウリョウ壊滅後に事件が相次いぎ、特に大八洲師団が倶楽部トリムヘイムやリザード社と手を組んで勢力を拡大していくのを知り危惧してから、凪の部隊とZETに協力を要請した。信が治療を終えて日本に帰国した際にツキカゲ復帰したのと同時に自身もツキカゲ復帰を果たす。信のことになると過保護のように溺愛し心酔する態度を見せる。
名前の由来は上杉謙信に仕えていた加藤段蔵が、飛ぶように早いことから“飛び加藤（鳶加藤）”と言われていたことから。
藤林 長穂（ふじばやし ながほ）
声 - 桑島法子
雪の師匠。アニメ本編ではすでに故人で、3年前の時点では高校1年生、殉職時は高校2年生だった。コードネームは「長門（ながと）」。加入時期は不明だが、中学1年生のころからスパイとして活動していた。間延びした口調でしゃべり、とても甘えたがりな性格だが決めるところはきちんと決める。普段は雪が生活面の世話をしており、雪も長穂の望みには全力で応えている。これは雪が面倒を見ないと長穂がダメになってしまうと思われているため。信からは「ながもん」、命からは「長穂の姉御」と呼ばれていた。
普段はだらしない性格をしているが、内にある正義感は本物であり、どれだけ危険な状況でも自身の正義感に従い、迷いなく仲間や人々のために戦うことができる。また、空崎の街が大好きであり、街と大切な人を守るためにツキカゲに在籍していた。そのような長穂の在り方を雪は尊敬していた。
戦闘では日本刀を使い、その実力は桃源の中でも恐れられていた戦士「青竜」と一対一で対峙して、その実力を認めた青竜から本気を出して戦いを挑まれたうえで彼女を倒すほどの高い実力を持つ。状況判断や心理戦にも長けており、任務ではチームのリーダー格的存在となっている。スパイス使用時の台詞は「熱く、鋭く」だが、ノベル版第1話では「リリース・ザ・スパイス」と口にしていた。
長穂の師匠は彼女以上に高い実力を誇るが、とてもスパルタな人であり、その影響もあり長穂は弟子に対し甘えたがる性格になった。
2年前のモウリョウが起こした衛星ジャックによる事件で雪と共にモウリョウがかつて拠点としていた風の塔に潜入。手下を倒して作戦を阻止することには成功したが、組織に関しての証拠隠滅を図ろうとモウリョウが差し向けた天堂や軍事人形に襲撃され、天堂との戦闘で雪を庇った隙を突かれて背後から斬りつけられる。なおも雪を守ろうと刀を振るうも返り討ちにあって致命傷を負わされてしまい、マスクを外して雪に笑顔を見せた後、彼女や自身の正体がモウリョウに知られないようにリップクリーム型の爆弾によって彼女の目の前で自爆し死亡した。死の間際、長穂は雪に微笑みかけながら小さな声で「今まで、ありがとう」告げており、その言葉は雪に伝わっていた。
名前の由来は藤林長門守。
高坂 信（こうさか しん）
声 - 佳村はるか（OVA / secret fragrance）
命の師匠。アニメ本編の3年前の時点では高校1年生。『secret fragrance』時点で19歳。誕生日は5月28日。コードネームは「甚内（じんない）」。小学生に間違われることもあるほど幼い容姿であり、スパイとは思えないほど性格・身体能力ともにごく一般的な少女。スパイスを使用することはほとんどなく、任務では自身の目立たない体質を利用して潜入・潜伏任務や囮役を務めたりする。スパイス使用時の台詞は「大胆不敵に」。武器は戦闘服の各所に仕込まれた隠し針と糸。潜入技術に特化したスパイであるため、戦闘能力などは弟子の命の方が優れており、戦闘では命のサポートに回ることがほとんど。命とは友達や家族のような関係を築いており、信から許可をされているため命は信に敬語を使わない。対照的な性格の命を大切にしており、大雑把な食事で済ませる命のためにお弁当やご飯を用意するなど普段の生活でも弟子を支えていた。
中学1年生のころに気配の薄さを買われツキカゲにスカウトされる。ツキカゲには自身の価値を見出してくれたことに感謝しており、少しでもツキカゲの役に立つためにスパイを続けていた。
信の師匠はどんな時でも突っ走る熱血系の人であり、自身の能力を生かせる対極的な存在を本能的に望んだ結果、信をスカウトするに至った。このとき信が学んだ連携の系譜が命、楓に受け継がれている。
本編より約3年前に起きた暗殺者との戦闘で命とともにその暗殺者を倒したものの、その際に両腕を毒のついた爪で切り裂かれ重傷となる。毒が全身に広がることは防いだものの両腕は腐食し、その機能が戻ることはなかった。その後、カトリーナの勧めで治療のためにアメリカに渡る。その際にツキカゲは引退となるが、記憶は消さず協力者になる道を選び、命との再会を誓ってアメリカに渡った。
テレビアニメでは雪やカトリーナからその存在が語られる程度で作中には登場しなかったが、スマートフォンゲーム『RELEASE THE SPYCE secret fragrance』に登場。モウリョウ撲滅後にアメリカより帰還してツキカゲに復帰する。上記の通り両腕が腐食してから右腕は完治できたが左腕は完治できず仕込み銃の組込みと義手の装着となり、投てき類等の武器の扱いに慣れるまで時間が掛かった。戦闘面では19歳と大人の年齢を迎えてから小学生のような体格でスパイスの効き目があり、義手の人間の手を外して砲撃形態に変形しビームやガトリングを攻撃する。
名前の由来は高坂甚内。
カマリ、モノミ、ラッパ
ツキカゲを補佐する忍動物。カマリはカエル、モノミはフクロウ、ラッパはアライグマ。
名前の由来は地方で忍者の呼称より。
才賀 伊智香（さいが いちか）
声 - 楠木ともり
第12話の終盤で登場した、モモの弟子。モウリョウ壊滅後の9か月後、事件に巻き込まれた際にモモにスカウトされた。学年は楓と同じで、コードネームは「孫市（まごいち）」。
自分に自信が持てない内向的な性格。ツキカゲに所属後はモモと修行の日々を送ることになる。

### モウリョウ

#### 主要人物（モウリョウ）
文鳥の女（ぶんちょうのおんな）
声 - 伊藤静
モウリョウの大幹部。本名は天堂久良羅（てんどう くらら）だが、九天サイエンスでは烏丸文子（からすま ふみこ）という偽名で所属している。金髪で十字の入った紫色の瞳をしており、右腕にはかつて長穂に斬りつけられた傷跡がある。チッチという名前の文鳥を常に側で飼っている。普段は着物を着ているが、組織との交渉に行く際にはビジネススーツを着込み、自身が作戦を実行する際には変装することもある。ツキカゲの内通者から情報を得ている。武器として日本刀を使用している。
妖艶な雰囲気を出しているが、無能や用済みとなった者は躊躇なく切り捨てる冷徹な性格をしており、直属の部下のテレジアに対しても「迷いのあるものは不要だ」と言い放っている。部下やモウリョウの傘下に入れた組織もツキカゲの陽動のための囮や捨て駒程度にしか考えておらず、白虎やドルテがツキカゲに倒されても全く臆しておらず、テレジアに命じた諜報任務も実際は彼女に飲ませた「九天ゼリー」の効果によって自爆させ、ツキカゲごと滅ぼそうというものであった。精神攻撃や人質を取るなど、目的のためなら卑劣な手段も厭わないが、長穂や雪のように覚悟を持っている者に対しては敬意を払う一面もある。
元々は訓練官をしていた時期があり、そこで幼い頃のテレジアに目をかけて育成をしていたこともある。また、2年前にモウリョウが起こした衛星ジャックの作戦が失敗した際にツキカゲもろとも証拠隠滅を図ろうと差し向けた刺客でもあり、そこで自身と戦闘した雪の右目を斬りつけ、長穂に致命傷を負わせて死へと追い込んだ張本人でもある。証拠隠滅を図った後、アレクセイが死亡したことによって空崎市においての作戦の実行者として任命され、現在に至るまで暗躍を続けている。
本編開始時点より、思考力を奪う薬を散布し全人類を支配する「ゲッカコウ作戦」を実施し、同時に目障りなツキカゲを滅ぼそうと目論む。自身の正体がツキカゲに知られた際も逆にメンバーを罠にかけて追い詰め、命の裏切りによって壊滅寸前まで追い込んだ。8月18日の空崎市の夏祭りに装置を起動して作戦を実行に移すも、実は二重スパイだった命や初芽によって幹部や協力者たちを倒され、死んだと思われていたツキカゲのメンバーによってゲッカコウを停止させられる。しかし予備電源を起動させて、再び薬を散布しようとするも、それを阻止しようと自身の元に現れたモモと一騎打ちの末敗北。ゲッカコウはモノミが落とした花火玉をモモが爆破したことによって完全に破壊され、自身もモモ一人に敗北したことを理解しつつ塔の上から落下していった。彼女の死により、モウリョウは事実上壊滅。また、飼い主を失ったチッチは命の元で飼われることとなった。
テレジア・レイ
声 - 種田梨沙
文鳥の女の副官を務める少女。出生国はインド。誕生日は9月1日。感情をあまり表に出さず、常に「です」「ます」の丁寧語で話す。文鳥の女の命令には忠実だが、基本的には誰も信用しておらず、自身と同じ一員である白虎やドルテのことも疑っていた。初芽に対しては後述の出来事から「裏切り者」とみなして憎しみを抱いている。
元々は貧しい家の娘であり、暴力的な父に虐待されていた。そのときの口調は現在と違い、ガサツで男勝りな口調だった。生きるためにスリやひったくりといった犯罪に手を染める中、幼い頃の初芽と出会い、何かと構ってくる彼女に最初は鬱陶しがっていたが、触れ合っているうちに心を開き友人となった。しかし、身代金目的の誘拐犯（正体は素養ある子供を攫ってテロリストに教育する「モウリョウ」の先生）に共に捕らえられて引き離されてしまい、更に初芽の両親がお金を払ったことで初芽だけ解放されたことから彼女に裏切られたことを悟る。その後、「モウリョウ」の訓練生となり、当時訓練官をしていた文鳥の女に目をつけられ、彼女の直属の部下となった。
白虎とドルテが失敗したことによって、文鳥の女にツキカゲのメンバーやアジトなどの情報を探るように命じられ、モモたちの高校のクラスメイトとして潜入し、そこで初芽と再会する。ツキカゲに監視をされていると知ると、初芽を捕らえて尋問をしようと動き出したが、モモや五恵が入ってきたことによって初芽の自宅に行くことになり、そこで前述の一件に対しての怒りの感情を露わにし、「一人でいたほうがいい」と彼女のことを拒絶した。
モウリョウによる散布実験による騒動の後、組織の中でも顔が割れている初芽に情報を吐かせるために彼女を呼び出して交戦したが、敗北し襲撃前に飲まされていた「九天ゼリー」を解毒される。その後は、病院にて療養をしていたが、過去に人を殺害したという罪の意識からその夜病院を脱走してモウリョウへと戻る。再び初芽と対峙した際には、自身に迷いがあることを指摘され、モウリョウに信頼されていないことに疑念を抱くも、初芽はツキカゲを裏切った命によって倒されてしまい、死んだと思った際には激しく動揺していた。その後、ゲッカコウ作戦を阻止しに来た五恵と対峙し、特製スパイスを使用して戦いに挑むも、師匠との絆の強さを見せた彼女に敗北。五恵の自身を許し受け入れるという言葉に心を動かされるも、そのことで天堂に見限られ、手首を刀で斬られ出血により意識を失ってしまう。その後、モウリョウ壊滅から数日後一命を取り留め、自身が犯した罪を償うためにツキカゲの一員となると同時に初芽と和解、更にカトリーナからコードネーム「蔵人（くらうど）」を与えられた。事件解決後、五恵の弟子として活動している。
白虎（びゃっこ）
声 - 鈴木愛奈
幼い容姿の少女。村人が丸ごと戦士という「桃源村」の出身で、自称「負け知らずの戦士」。「白虎」とは戦士としての称号で、本名は范圆圆（ファン・イェンイェン）。誕生日は9月1日。自信家で好戦的な性格だが、モモに「子供」と言われて激怒したり、モノミにど突かれたりなどのコミカルな一面や初芽の出すおやつに喜ぶなど、相応の子供っぽい一面も見せている。使用武器はトンファーで、小柄ながらも身体能力は高く、スパイスを使わなくともドルテを瞬殺したり、まだ半人前とはいえモモや楓を苦戦させるほどでもある。
港の密輸の際に現れ、モモたちを襲撃。モモと交戦になり、楓も参戦すると特製スパイスを使用して圧倒するも、五恵の援護もあり、楓の攻撃に気を取られたところをモモの峰打ちで敗北し、ツキカゲの捕虜となる。特製スパイスに関する情報を吐かなかったために、雪による尋問を受けたが、襲撃前に飲んでいた緑色の「九天ゼリー」の効力で恐怖心に反応して失神し、自身が「モウリョウ」の一員だったことを含めたここ最近の記憶を失ってしまう。その後、雑用係として秘密基地の掃除をさせられている。本人は村に帰りたがっていたが、当の村からは任務失敗による称号の剥奪と永久追放のお触れが出されており、帰る場所もないままツキカゲにとどまることとなる。そんな中で初芽とはおやつをもらっているうちにいつの間にか仲良くなったが、命とは傲慢な態度を取って制裁を食らったこともあり、彼女に対しては頭が上がらない存在となっているが、プールで一緒に遊ぶなど、なんだかんだで仲良くしている。
その後、ツキカゲのサポートメンバーの一員となり、カマリ・モノミ・ラッパとはフォーメーションの訓練を行うなどして仲良くなっており、モモに対しても負けていないと言いつつもカレーで盃をかわそうとするなど友好的になっている。モウリョウの撲滅作戦の際はカトリーナ共々死を偽装した後、ゲッカコウ作戦を阻止するために一時的に前戦に復帰したカトリーナと共闘した。モウリョウ壊滅後ツキカゲの一員となり、大八洲師団の壊滅作戦に参加する。事件解決後、初芽と行動を共にしている。
ドルテ
声 - 早見沙織
ごつい体をした裏の世界で名の知れた女傭兵。ナルシストで、自身を美しいと豪語して疑わない。白虎とは折り合いが悪く、彼女のことを「チビ」と呼んでいる。
カトリーナが警戒するほどの実力を持つが、白虎との力比べでは瞬殺されてしまった。その後、文鳥の女の手で何らかの処置を施されてハイドルテとなり、体色が緑色の邪悪な姿へと変貌を遂げ、知能と感情を失った怪物と化した。それに加えて防御力や嗅覚も向上しており、剣や睡眠弾を噛み砕き、他人の匂いを覚えられるようになる。ツキカゲへの囮として文鳥の女が傘下に加えた組織を待ち伏せし、電車内でモモを襲撃するも、雪の機転で電車から川へと蹴り落とされた。その後、モモの匂いを追って「Wasabi」で再度奇襲し、モモを負傷させるが、カトリーナの参戦やモモへの襲撃に怒りを覚えた雪によって倒された。
その後の消息は不明だったが、モウリョウ壊滅後の9か月後には元の姿に戻っており、「Wasabi」の従業員として働いている姿が描かれている。

#### 手下と関連人物
工場長
声 - 早川毅
第1話で登場。本名は小塚清士。モウリョウが秘密裏で経営する軍事人形工場のボス。ゲイであり、用心棒とは「私のナイト」と呼ぶなど、何かしらの思いを抱いている。
冒頭でツキカゲに工場に侵入されてデータを奪われてしまい、自身も気絶させられた。その後、文鳥の女に「無能」とみなされ、用心棒共々新薬の実験体にされるという末路を迎えた。
用心棒
声 - 福山潤
第1話で登場。工場長のボディガードで、黒いチャイナ服を着ている男性。ゲイであり、工場長のことを「ハニー」と呼び愛し合っている。
ボディガードとしてそれなりに腕の立つ人物だが、雪に背後から奇襲され呆気なく倒された。その後、文鳥の女に「無能」とみなされ、工場長共々新薬の実験体にされるという末路を迎えた。
さそり
声 - 宮寺智子
第1話で登場。モウリョウの手下である柄の悪い女性。赤いトサカのような髪型をしていて、口元にピアスをしている。
軍事人形の密輸を行っており、探りに来た警察たちとモモを始末しようとしたが、モモに忍ばせていたカマリによって居場所が露見した上に、部下を壊滅させられ、自身も捉えられた。その後、部下が運転するトラックで逃亡を図るも、忍ばせていた軍事人形を雪に破壊され、トラックも横転させられた。
ブランカ
声 - 山口眞弓
第1話で登場。モウリョウの手下である筋肉体質の女性で、さそりの部下。紫色のポニーテールで、ナイフを笑顔で振り回す危険な性格をしている。
ツキカゲとの戦闘の際に命に倒された。
鈴木ジョージ
声 - 杉田智和
第4話で登場。ハマのシンジゲートと繋がっている売人。30歳。眼鏡をかけた一見クールな男性だが、その実態は自身に千枚通しを刺して痛めつけるなどのマゾヒストであり、自分を痛めつけてくれる相手が現れることを望んでいる。自身への被虐に対して何かと点数を付ける癖がある。
ツキカゲはモウリョウと繋がっている相手として彼に目をつけており、夜に空崎市を歩いていたところを楓と命に追われると逃亡し、追い詰められると応戦するも、二人のコンビネーションに敗れ、痛めつけられたことに歓喜しながら倒れた。
スマートフォンゲーム『RELEASE THE SPYCE secret fragrance』にて音声のみ登場。凪の部隊管轄の逆さの塔で収監されており、アニメ本編でツキカゲに関する記憶は消去されている。
エモ・パチーノ
声 - 牛山茂
第5話と第6話で登場。ハマにあるイタリア系シンジゲートのボスで、何かとエモさを追求する小太りの男。
モウリョウとは同盟関係であったが、文鳥の女と取引によって傘下として加わることになる。しかし、実際はツキカゲの囮として利用されただけに過ぎず、ネエロに付けられた発信機によってアジトの場所が露見し、自身の誕生会をしているところをツキカゲに部下たちを倒されて組織を壊滅させられ、側近と共に地下水路から逃亡。その後、文鳥の女に報復をしようとしたが、側近共々殺害された。
マルコ・ネエロ
声 - 茂木たかまさ
第5話で登場。エモの部下。刑務所を出入りしている危険人物だが、車酔いしやすく、エモからはエモくないと言われている。
薬物の取引をした後、電車でアジトへと帰還しようとしたところを雪に眠らされ、モモに発信機と盗聴機を付けられる。それに気づかずにアジトに帰還したことでツキカゲにその場所を露見し襲撃されるという結果を作ってしまい、ツキカゲに襲撃の際にモモに倒された。
ニライカナイ首領
声 - 金尾哲夫
第8話で登場。蛇神を信仰している悪の組織「ニライカナイ」のボス。藍色のシャツを着た老人の姿をしているが、何世代も交配させた大量のハブを手下として従わせ、本人も沖縄武術のハブ拳を会得しており、モモの後ろに瞬時に瞬間移動をするなど身体能力は高い。モウリョウの散布実験で放った薬はニライカナイのアジトのプラントで育てている紫色の植物が原料となっており、モウリョウに売って組織の資金源にしていた。ツキカゲの沖縄の諜報機関「ザ・シーサー」を壊滅させた張本人であり、また王香の祖父である博士を人質にとって彼女を従わせている。本人は部下に対して情はなく、使えないものは「役立たず」と称するなど冷酷な性格。
アジトへと侵入したモモをプラントで自身のハブと共に襲撃するが、五恵の説得を受けた王香の裏切りによってハブを撤退させられ、自身はモモから刀を奪って彼女を切りつけるも、紙一重の差で睡眠弾を撃たれて敗北。ニライカナイのアジトごと火炎放射で滅ぼそうとしたが、王香によって阻止され、プラントに栽培していた植物だけが燃える結果となった。その後の所在は不明。
アレクセイ・シヴァー
声 - 中田譲治
第9話で登場。かつてのモウリョウの幹部の一人で、本編の2年前の時点で、天堂以前に空崎市による作戦の指揮官を任されていた軍服姿の男。左目に眼帯を付けている。
世界の各重要拠点に衛星を落とそうと目論むモウリョウの作戦の実行者として指揮し、かつてモウリョウが空崎市の拠点としていた風の塔のパラボラアンテナで世界中の衛星を全て掌握したところにツキカゲが襲撃。司令室に雪と長穂に侵入されると、五感と肉体を強化する薬物を自身に投与し闘いに挑むも、長穂の香水を浴びせるという薬物の裏をかいた攻撃によりダメージを受け、呆気なく倒された。その後は死亡したとされ、空崎市の指揮官は刺客として差し向けられた天堂が後任として努めることとなった。
拷問官
声 - ゆかな
第11話で登場。本名は不明。モウリョウに所属する拷問のスペシャリストである、眼鏡をかけ、髪がボサボサの少女。かつては本編開始以前に人形工学の博士を拷問にかけて、情報を得たという経歴を持っており、それによって強化された拷問用の人形を操っている。間延びしたような口調で話すサディストで、人形に書かれたハートの数だけ人間を拷問してきたと話しているが、逆に自身が追い詰められるとあっさりと情報を渡すなど小心者な一面も見せている。
モウリョウに捕らえられた弟子2人（モモと五恵）を自らの人形で拷問にかけようとしたが、（二重スパイをしていた命によって緩められていた）拘束を解いた五恵に殴られて卒倒し、モモと五恵に問い詰められ、「ゲッカコウ作戦」の情報を話してしまう。命乞いをするふりをして、人形で襲わせるも自滅させられ、自身が自らの人形による拷問にかけられることとなった。

### 空崎市の住人
畠山結愛（はたけやま ゆあ）
声 - 小林可奈
空崎高校の2年生で、1年生の頃はモモと同じクラスメイトだった。モモの友人でよき理解者であり、彼女のことを「モモち」と呼んでいる。食欲旺盛で、常に何かを食べている。
北斗凪（ほくと なぎ）
声 - 緑川優美
空崎高校の2年生で、眼鏡をかけた少女。モモのツキカゲの試験で彼女に話しかけられ、なりゆきで友人となったが、その後も結愛と一緒に彼女と登校するなど、良き交友関係を築いている。
一ノ瀬梅子（いちのせ うめこ）
声 - 八百屋杏
空崎市の商店街で整骨院を務めている妙齢の女性。商店街で喫煙をする若者を叱責するなど、気の強い性格の持ち主。モモからは「おばあちゃん」と呼ばれていて、彼女のことを何かと気にかけている。
実は元ツキカゲであり、引退時に記憶を消去して一般人に戻った1人であることが最終話で明かされている。
新垣歩（にいがき あゆむ）
声 - 湯浅かえで
空崎市の商店街に住んでいる婦人警官。同じく警察官だったモモの父親に世話になっていたことがあり、その娘である彼女を何かと気にかけている。
諸星明（もろぼし あきら）
声 - 地蔵堂武大
空崎市の商店街で肉屋「肉のモロボシ」を経営する男性。モモのことを何かと気にかけていて、彼女にコロッケをサービスしてくれることも。
岡本一徹（おかもと いってつ）
声 - 中務貴幸
空崎市の商店街で立ち飲み屋「楽々」の店主をしている中年の男性。モモを小さい頃から知っており、彼女の成長を見守っている。
張さん
声 - 吉岡茉祐
空崎市の商店街にある薬局でアルバイトをしている長髪の女性。

### その他（アニメ）
宮梅・インゲン・ルーア・王香
声 - 日高里菜
第8話で登場。沖縄の諜報機関「ザ・シーサー」に所属していたヴァイキングの末裔と語る、角兜を被った赤髪で褐色肌の少女。ハブが苦手な音圧を発する装置や「ヴァイキングアックス」という斧を武器として持っており、自身の船の中には角兜のストックも大量に所持している。任務で沖縄を訪れていたツキカゲの一部のメンバーには素気ない態度を取っていたが、実際は海で遊んでいた子供からハブを追い払うなど優しい性格の持ち主で、またヴァイキングのことになると熱く語ろうとする癖がある。
ニライカナイに博士である祖父を人質に取られており、仲間と共に人質を奪還しようとするも、首領と返り討ちにあって仲間を殺害されてしまい、自身も敗北。誰も信用できず、首領にも敵わないことを思い知らされた彼女は誰も傷つけたくないという思いから、ニライカナイの手下となって従わされていた。ニライカナイのアジトへ向かおうとするツキカゲのメンバーを船で迎え撃ち、五恵と交戦になるも自身のアックスをへし折られ敗北し、彼女の説得を受けて共に戦うことを決意。船上から首領と戦うモモをサポートし、首領がアジトごと滅ぼそうとした際には五恵の援護を受けて火炎放射器を破壊して阻止した。全てが解決した後は五恵の友人となり、自身の被っていた角兜を持ってて欲しいとプレゼントした。

### ゲームオリジナルキャラクター

#### 凪の部隊
以下の登場人物は東京都の警視庁に属する部隊にしてヨモギ以外の彼女たちは黒百合学園女子高校に通う生徒でもある。ツキカゲの弟子達の実力を試すために襲いかかったが後に和解し、大八洲師団壊滅作戦のためにツキカゲと協力する。
宗近 飛粋（むねちか ひすい）
声 - 相良茉優
「secret fragrance」のサイドストーリー「凪の部隊 side」の主人公。凪の部隊のメンバー。コードネームは「不動」。黒百合学園高校の2年1組。誕生日は7月26日。組織のエースと目されている。人懐っこい性格。山育ちで他人との接し方がわからず、恐がられがち。伸縮自在のワイヤーを用いて戦闘を行う。相手の特技を100％とは言えない程マネができる。ゆら曰く、五恵とは雰囲気が似ている。
『secret fragrance』のスパイ留学でモモとの入れ替わりで一時的にツキカゲに加わる。モモの師匠である雪と訓練を励む。上記の通りコミュニケーションを取るのが苦手で雪の話術の訓練で一度目は失敗したが、二度目は結愛と凪と接触し「モモの友人」としてアドレスを交換できたことでコミュニケーションを取ることを克服できた。しばらして凪の部隊に戻った。
乱獅子 ゆら（らんじし ゆら）
声 - 悠木碧
凪の部隊の切り込み隊長。コードネームは「愛染」。乱獅子しおんとあやめの妹。黒百合学園高校2年1組で飛粋と同じクラスメイトにして友人。誕生日は10月6日。最前線で戦うことが多く驚異な生命力を持ち生傷の重症ですらすぐ完治してしまう。飛粋のためなら体を張ることをいとわない。
元々は大八洲師団に仕えたが2度も凪の部隊と戦いに敗北している。とある出来事で飛粋と共に無人島に流され彼女に説得され心を揺らぎ始めるようになり、迎えに来てくれたあやめの命令を拒否し飛粋に手を出したことから怒りを覚え自身の家系と大八洲師団を寝返った。取り調べを受けた後飛粋の推薦と大八洲師団の情報を提供するのを条件として凪の部隊に入隊と同時に黒百合学園に入学した。それ以降は大八洲師団の全員逮捕に情熱を燃えている。
薩摩 しぶき（さつま しぶき）
声 - 石見舞菜香
凪の部隊の隊長。コードネームは「軍茶利」。黒百合学園高校の3年。誕生日は7月14日。部隊で最も小柄で華奢だが、無双の怪力を誇る。正義に強い信念を持つ。筋力や骨の強度が人並みに外れているため良く食べる程の大食いの持ち主。葉栖美とは仲がいい。自身にとってツキカゲ達とは思わしくなく敵視していたが、自身以外の彼女たちはツキカゲ達と友好関係を築いていたのを見て距離を置くようになる。
轟 葉栖美（とどろき はすみ）
声 - 竹達彩奈
コードネームは「孔雀」。黒百合学園高校の3年。誕生日は8月10日。動物と意思疎通する能力を持つことで凪の部隊にスカウトされる。なにかと面倒見が良く母性のかたまりのような性格で、部隊のメンバーの世話を焼いている。料理は得意。
津守 ヨモギ（つもり よもぎ）
声 - 野沢雅子
凪の部隊を率いる教官と黒百合学園の教師を勤める老婆。誕生日は不明。人の素養を見抜く力にかけては一流。口は悪いが優しさはある。空崎市とは縁があり、ツキカゲの仲間と共に参加し共闘した過去を持つ。

#### ZET
敷島 来夢（しきしま らいむ）
声 - 水瀬いのり
「secret fragrance」のサイドストーリー「ZET side」の主人公。敷島グループの若き女社長でありZETの隊長。コードネームは「ノブナガ」。誕生日は2月23日。メインストーリーの初登場時は20歳。発明の天才で天才的の頭脳を持つ。いつも鉄をいじっているため、時には柔らかいものが恋しくなり、女の子相手にセクハラする。無敵甲冑を身にまとい悪と戦う。
幼少期に犯人に誘拐され監禁されたのを人形（ロボット）のシステムを書き換えたことで混乱に乗じて自力に脱出した過去を持つ。10代の若さで人形の開発と発明に恵まれており、敷島の先代が逝亡してから父親が敷島グループの会長に就任した際に自身も社長に就任。社長に就任してからも敷島ガールズと共に人形の開発を研究している。昼は社長の顔、夜はZETの隊長の顔として日々の生活を送っている。人形のアルムとの出会いを果たしてから人形を悪用するリザード社の人形製造工場の情報を掴み取り、侵入を決意する。人形製造工場を侵入した直後アルムを倒すがゾーイによってアルムを破壊してしまい、アルムのパーツを拾い上げて工場を脱出し、敷島グループにいる真瑠瀬をレールガンで攻撃するよう指示し工場を壊滅させた。破壊したアルムを敷島グループの最新のボディとして復元したのと同時にアミィとして名前を与え、無人島で性能のテストを行っていた最中にゾーイが現れてしまい、アミィと共にゾーイを倒した。青葉グループの令嬢である初芽とは面識があり、ゾーイとの戦いから数ヶ月後ツキカゲとしての彼女と再会を果たし、大八洲師団壊滅のためにツキカゲと凪の部隊から協力要請を引き受ける。
アミィ
声 - 市ノ瀬加那
コードネームは「ヒデヨシ」。誕生日は4月22日。世界最高峰の技術が注ぎ込まれた「人形（ロボット）」。名前の由来はフランス語の友達の意。来夢の良きパートナー。武装しており、飛ぶことも出来る。侍のような言葉遣いをする。
元々はリザード社に製造された人形。製造された時の名前は「アルム」。フランス語の由来は武器。髪の毛をいじる癖を持つ。来夢とは幾度と対峙し、彼女からは「あなたが欲しい」と言われ疑問を抱くようになる。リザード社の人形製造工場に侵入した来夢と戦い敗北し、人間の感情を芽生え始めた際に製造主のゾーイに見限られ起爆装置によって破壊された。破壊された自身のパーツを来夢に拾い上げ、数ヶ月後に敷島グループによって最新のボディとして修復し、上記の名前は来夢から与えられた。修復される前の髪の毛をいじる癖はそのまま残っている。
敷島 真瑠瀬（しきしま まるせ）
声 - 和氣あず未
コードネームは「ミツヒデ」。誕生日は不明。来夢の妹。ZETのサポート役。戦闘要員ではなく普段も秘書として来夢をサポートしている。清楚で可憐な性格で来夢のセクハラには困っている。来夢からは「マル」と呼ばれている。
天才的頭脳の姉の来夢を持つが故に自身が彼女に勝てず疎ましく思い、私設諜報機関ZETの設立してからリザード社のゾーイに敷島グループの情報を流し謀反を企てた。来夢がリザード社の人形製造工場をレールガンで攻撃するよう命じられゾーイの生存に嘘をつき、数ヶ月後ゾーイと共に来夢の前に現した。来夢の殺害を厭わなかったはずがゾーイの憎悪を自身を含む敷島姉妹の殺害対象にされたことから恐怖を怯えてしまい来夢とアミィに助けられた後彼女と謝罪し和解した。

#### 犯罪組織の軍勢
乱獅子 しおん（らんじし しおん）
声 - 浅川悠
大八州師団に所属する、男性的な言葉づかいをする粗暴な女性。組織を離れた妹のゆらに対し、異常な独占欲を持つ。犯罪組織モウリョウのボス文鳥の女と面識がある。
乱獅子 あやめ（らんじし あやめ）
声 - 柚木涼香
「secret fragrance」のサイドストーリー「凪の部隊 side」の登場人物。大八洲師団所属。しおんの妹にしてゆらの姉。成果を上げるために頑張っていたゆらに日々虐待を行った。ゆらが組織を抜け出し凪の部隊に入隊したのを情報に入り逆さの塔を襲撃し彼女を連れ戻そうとしたが、凪の部隊達に敗北し身柄を拘束された。
乱獅子 すら（らんじし すら）

しおんとあやめの妹にしてゆらの姉。ゆらの誕生日にバースデーカードを送り森林に誘い出した。あやめが凪の部隊に拘束されたのを機会にゆらを執念深く恨んでいる。一人称は「ボク」。
刑部 冴魅（おさかえ さえみ）
声 - 佐藤利奈
倶楽部トリムヘイム所属。課せられた任務を淡々と遂行する、倶楽部の執事。命は獣でも人間でも平等だと考えている。
クリッシー・ガオ
声 - 日笠陽子
リザード社日本支部に努める若きエース。高圧的で口も態度が大きいが、計算高い一面も持つ。武術と拳銃を使う。「secret fragrance」のサイドストーリー「ZET side」ではゾーイとは意気投合し仲が良かった。リザード社の人形（ロボット）製造工場を敷島グループのレールガンで攻撃され崩壊されたことからゾーイに失望し絶縁する。後のメインストーリーで空崎スカイタワーに潜入されたツキカゲや凪の部隊達に戦い敗北し、身柄を拘束された。
ゾーイ
声 - 諏訪彩花
「secret fragrance」のサイドストーリー「ZET side」の登場人物。リザード社の人形（ロボット）開発責任者。人形の武器兵器アルムの開発者。クリッシーとは仲がよく互いに意気投合している。アルムを利用しカスタマイズを施した挙げ句、人形製造工場に侵入された来夢に敗北され、敷島グループから発射されたレールガンを自身と製造工場もろとも攻撃を受けた。しかし、敷島グループからの攻撃を想定し物語の冒頭以前から人間から機械化の改造しており、製造工場を崩壊されたことから憎悪を増し敷島姉妹の殺害対象として数ヶ月後来夢の前に姿を現した。来夢とアミィの戦い敗北する。

#### その他（RELEASE THE SPYCE secret fragrance）
念珠（ねんじゅ）
声 - 園山ひかり
「secret fragrance」のサイドストーリー「GOLDEN GENESIS」の登場人物。東北地方の私設諜報機関「山伏」のメンバー。「山伏」は既に犯罪組織モウリョウと手を組み空崎の「ツキカゲ」の壊滅を目論むためにウソの緊急救援要請として送りつけた。ツキカゲを誘き寄せて罠を仕込み、毒矢を使って命の足にかすり傷程度の傷を負わせ、更にモウリョウの兵器を用いてツキカゲのメンバー達を襲い始めた。雪・長穂・信と戦い敗北してしまい身柄を拘束された。後のアナザーストリー「凪の部隊 side」において逆さの塔に収監され自身の脳に爆破装置を埋め込まれた。

## 用語
空崎市（）
本作の舞台となる人口100万人を超える政令指定都市。古い時代より交通の要となっていた大都市であり、現在はモモたちが通う空崎高校や工場地帯が存在し、多様な文化・人種が入り乱れている。モモが人々と親しい商店街の裏では、ツキカゲとモウリョウの戦いが日々繰り広げられている。警察では通常業務のほか、ツキカゲによる摘発の引き継ぎや後始末が内部の協力者によって行われている。
ツキカゲ
空崎市に本拠地を置く少数精鋭の私設諜報機関。正式名称は「空崎財団特殊事業部秘密工作課」。豊富な資金を持つ「空崎財団」が母体で、空崎市を中心に諜報・治安維持活動を行っている。特にモウリョウによる犯罪行為を中心に取り締まることが多い。国家には属していないものの、警察内部に関係者がおり、事件後の後始末などを引き受けている。ツキカゲのOBが経営するカレー店「Wasabi」の地下に秘密基地がある。構成員は任務の際は露出度が高いものの防弾防刃機能があり、カメラなどには映らなくなる忍装束を身につけ、スパイスや各種秘密道具を携帯する。
香辛料と金塊が同価値であった室町時代にとある香辛料商人が東南アジアでの香辛料の売買で巨額の財を蓄え、その財をもとにツキカゲの前身となる自警団を組織したといわれている。その商人の死後、遺産を管理する組織が設立され、ツキカゲの母体となる「空崎財団」が作られた。
もとが香辛料商人が組織した機関のため、スパイスの品種改良研究が盛んであり、その研究中に身体強化のスパイスが誕生した。そのほか、特製スパイスを使用したカレーレシピが存在する。
現在のツキカゲには、学校の試験で全教科70点以上を取らなければツキカゲを除名させられる規則や、12月には師匠が弟子にプレゼントを贈るなどの伝統行事がある。
戦闘能力のみを順位付けする「番付」という風習があり、現役のツキカゲメンバーと手合わせを行うことで順位が変動する。ランクは大相撲のものを模した内容となっている。
空崎財団
空崎市における都市環境の調査や研究、施設整備などを行い、魅力ある街づくりの推進、市民生活の向上に寄与することを目的とした財団。裏では諜報活動や治安維持活動を行っており、特殊事業部秘密工作課に属する「ツキカゲ」がその任務に就いている。
師匠と弟子
ツキカゲには昔より師弟制度があり、師匠が弟子に自らの経験を継承していく。これは、後述するスパイスの効果の効く期間の短さから、一定の年齢を迎えるとツキカゲを引退しないといけないため。引退後は記憶を消して一般の生活に戻るか、生涯を通してツキカゲなどの私設諜報機関の協力者になる道を選ぶことになる。
スパイス
ツキカゲが開発した特製スパイスで、囓ると一時的に身体能力を向上させることができる。効果があるのは女性のみで、男性には効かない。また、一定の年齢を迎えると効果が効きにくくなる。一度に複数を齧ることは、身体におよぼす反動も跳ね上がるため、禁じられている。一方、モウリョウ側も文鳥の女の主導で特製スパイスの開発に成功している。形は黒い丸薬状で、こちらも女性にしか効果は無い。
モウリョウ
ツキカゲと対立する巨大犯罪組織。世界中からスカウトした傭兵や、兵器を搭載した「人形」と呼ばれる軍用ロボットを手駒としている。表向きには「九天サイエンス」という製薬会社（本社ビル名は「ソラサキマリエン」）を拠点（隠れ蓑）にし、主に空崎市で密輸などの暗躍を行っている。空崎にこだわるのは、組織の創設者が空崎出身であったため。
私設諜報機関
空崎市を拠点とする「ツキカゲ」以外にも、東北の山々で活動する「山伏（）」、北海道を拠点とする「カムイ」、沖縄を拠点とする「ザ・シーサー」（テレビアニメの時点では、モウリョウによって事実上の壊滅を迎えたことが明かされている）のほか、世界各国に諜報機関が存在する。それぞれの機関が独立しており、国に属していない機関が多いが、国から依頼を請け負ったり、諜報機関同士で情報のやり取りを行ったりするなど、協力関係を築いている組織もある。
凪の部隊（）
国家に属する機関。私設諜報機関を危険視しており、ツキカゲにも協力しようとはしていない。コードネームの由来は明王からとっている。
敷島グループ
中部地方に置く日本に唯一のロボット開発企業。最先端の宇宙開発にも携わっている。
ZET
中部地方の私設諜報機関。通称「Zenith Electronics Team」。敷島グループの社長来夢を中心に夜中の時間帯に動き、ロボットを悪事に働く輩を取り締まっている。
Tファイル
命が文鳥の女に送ったツキカゲのデータであり、裏世界で「Tファイル」と呼ばれている。実際に送信された大元のデータは8月19日0時に自動消去されているが、文鳥の女はウィルスなどを警戒してコピーを保存していた。そのデータも、モウリョウ制圧時に消去されている。内容は文鳥の女を信じさせるために真実が含まれているが、ダミー情報も多く含まれている。『secret fragrance』では、物語のキーとなっている。

## スタッフ
- 原作 - SORASAKI.F[1][8]
- 監督 - さとう陽[1][8]
- 原案・シリーズ構成 - タカヒロ[1][8]
- キャラクター原案 - なもり[1][8]
- キャラクターデザイン - 石野聡[1][8]
- サブキャラクターデザイン - 井上和俊、土生良介[1][8]
- 美術デザイン - 金平和茂[1][8]
- アートワークス - 岡村天斎[1][8]
- プロップデザイン - 赤石沢貴士[1][8]
- キーアニメーター - 西島翔平、丹羽弘美、浅田路子[1][8]
- 美術監督 - 宍戸太一[1][8]
- 色彩設計 - 岩沢れい子[1][8]
- 撮影監督 - 長田雄一郎[1][8]
- CGディレクター - 坂本剛一[1][8]
- 編集 - 長坂智樹[1][8]
- 音楽 - 佐高陵平[1][8]
- 音楽制作 - ポニーキャニオン[1][8]
- 音響監督 - 藤田亜紀子[1][8]
- 音響制作 - HALF H・P STUDIO[1][8]
- 音楽プロデューサー - 鎗水善史
- プロデューサー - 野島鉄平、斉藤康夫、前田俊博、今泉貴博、米内則智、中島保裕、小澤文啓、小原康貴、土屋慎一
- チーフプロデューサー - 笹木孝弘、高野希義、丸山博雄、宮城惣次、長谷川雅志
- アニメーション制作 - Lay-duce[1][8]
- 製作 - 「RELEASE THE SPYCE」製作委員会（ポニーキャニオン、KADOKAWA、MBS、ホークアイ、Lay-duce、グッドスマイルカンパニー、クロックワークス、タブリエ・コミュニケーションズ、レッグス）

## 主題歌
オープニングテーマ「スパッと！スパイ&スパイス」（第2話 - 第11話）
作詞・作曲・編曲 - ヒゲドライバー / 歌 - ツキカゲ（安齋由香里、沼倉愛美、藤田茜、洲崎綾、のぐちゆり、内田彩）
エンディングテーマ
「Hide ＆ Seek」（第1話 - 第3話、第5話 - 第12話）
作詞 - 山本メーコ / 作曲・編曲 - 佐藤陽介 / 歌 - ツキカゲ（安齋由香里、沼倉愛美、藤田茜、洲崎綾、のぐちゆり、内田彩）
「月結び」（第4話）
作詞 - 山本メーコ / 作曲・編曲 - 板倉孝徳 / 歌 - 八千代命（洲崎綾）

劇中曲
「ようこそソラサキシティへ」（第4話）
作曲・編曲 - 佐高陵平
「月結び 弾き語りver.」（第4話）
作詞 - 山本メーコ / 作曲 - 板倉孝徳
「Sugar & Spice」（第7話）
作詞 - ジェーニャ / 作曲・編曲 - 佐高陵平 / 歌 - 石川五恵（のぐちゆり）

## 各話リスト
Youtubeでは、終盤となる9話まで各話ごとに出来事を振り返るショートドラマ「Intermission Movie」が公開されている。
| 話数       | サブタイトル             | 脚本       | 絵コンテ                   | 演出                       | 作画監督 | 総作画監督 |
| ---------- | ------------------------ | ---------- | -------------------------- | -------------------------- | --- | ---------- |
| EPISODE:01 | ゴールデンスピリッツ     | タカヒロ   | さとう陽                   | さとう陽                   | 井上和俊 | 石野聡     |
| EPISODE:02 | 第1の挑戦                | タカヒロ   | 出合小都美                 | 福島陽子                   | 杉田葉子 阪本望実 | 岡田由起子 |
| EPISODE:03 | モウリョウ               | タカヒロ   | さとう陽 なかの★陽         | 宮田亮                     | 鈴木輪流郎 谷口則繁 今田茜 佐藤育子 小田多恵子 前原薫 佐藤このみ 金正男 小野陽子 岡田由起子 石原恵治 井上和俊 石井かおり 福島陽子 岩田幸大 | 石野聡     |
| EPISODE:04 | Never Say Never Together | 朱白あおい | さとう陽                   | 熊膳貴志                   | 大庭小枝 岡田由起子 永作友克(アクション) 熊膳貴志(アクション)                                                                              | 岡田由起子 |
| EPISODE:05 | Phantom・Protocol        | タカヒロ   | 熊膳貴志                   | ながはまのりひこ           | 竹島照子 飯飼一幸 | 石野聡     |
| EPISODE:06 | 友情の報酬               | 朱白あおい | 京極尚彦                   | 水本葉月                   | 浦野達也 加藤久美子 小川玖理周 平山寛菜 今岡律之 関口雅浩 岩垂瑞樹 海老澤舞子 山本脩斗 油布京子 越後光崇                                   | 岡田由起子 |
| EPISODE:07 | 初芽より愛をこめて       | 朱白あおい | 塚田拓郎                   | 塚田拓郎                   | 井上和俊 杉田葉子 | 石野聡     |
| EPISODE:08 | N機関情報                | 朱白あおい | 大橋誉志光                 | 白石道太                   | 北条真純 大高雄太 | 岡田由起子 |
| EPISODE:09 | ディスティニー・サークル | タカヒロ   | 岡村天斎                   | さとう陽 塚田拓郎 水本葉月 | 工藤糸織 佐古宗一郎 中野ゆうき | 石野聡     |
| EPISODE:10 | ソラサキ応答無し         | タカヒロ   | 熊膳貴志                   | 熊膳貴志                   | 大庭小枝 井上和俊 岡田由起子 佐古宗一郎 | -          |
| EPISODE:11 | ゲッカコウ作戦           | タカヒロ   | 岡村天斎                   | 下司泰弘 水本葉月          | 杉田葉子 工藤糸織 佐古宗一郎 井上和俊 岡田由起子 大庭小枝 丹羽弘美 福島陽子 石井かおり                                                     | 石原恵治   |
| EPISODE:12 | ツキカゲは永遠に         | タカヒロ   | さとう陽 岡村天斎 沖田宮奈 | さとう陽 後藤康徳 鳥羽聡   | 石野聡 石原恵治 井上和俊 岡田由起子 大庭小枝 石井かおり 丹羽弘美 工藤糸織 福島陽子 佐古宗一郎 熊膳貴志 さとう陽                            | 石野聡     |

## 放送局
| 放送期間                 | 放送時間                     | 放送局   | 対象地域   | 備考                                          |
| ------------------------ | ---------------------------- | -------- | ---------- | --------------------------------------------- |
| 2018年10月7日 - 12月23日 | 日曜 2:38 - 3:08（土曜深夜） | 毎日放送 | 近畿広域圏 | 製作参加 / 字幕放送 / 『アニメシャワー』第2部 |
|                          | 日曜 23:30 - 月曜 0:00       | TOKYO MX | 東京都     |                                               |
| 2018年10月8日 - 12月24日 | 月曜 1:00 - 1:30（日曜深夜） | BS11     | 日本全域   | BS放送 / 『ANIME+』枠                         |
|                          | 月曜 22:00 - 22:30           | AT-X     | 日本全域   | CS放送 / リピート放送あり                     |

| 配信期間                  | 配信時間               | 配信サイト                                                                                          |
| ------------------------- | ---------------------- | --------------------------------------------------------------------------------------------------- |
| 2018年10月7日 - 12月23日  | 日曜 23:30 - 月曜 0:00 | AbemaTV                                                                                             |
| 2018年10月9日 - 12月25日  | 火曜 12:00 更新        | dアニメストア アニメ放題 U-NEXT ニコニコチャンネル FOD Hulu                                         |
|                           | 火曜 22:00 - 22:30     | ニコニコ生放送                                                                                      |
| 2018年10月13日 - 12月29日 | 土曜 12:00 更新        | MBS動画イズム GYAO! あにてれ ビデオマーケット Rakuten TV TSUTAYA TV Amazonプライム・ビデオ ひかりTV |
|                           | 土曜 更新              | PlayStation Store                                                                                   |
| 2018年10月16日 -          | 火曜 12:00 更新        | ビデオパス バンダイチャンネル                                                                       |

## Webアニメ
TVアニメ【RELEASE THE SPYCE】Intermission Movie
YouTube ぽにきゃん-Anime PONY CANYONチャンネルで配信の短編ムービー。DVD&Blu-rayに映像特典として収録。第5巻は小説版の話数の間のエピソード。第6巻はツキカゲ6人の全パターンの会話劇。
| サブタイトル                                            | サブタイトル              | 配信日                        | 収録巻 |
| ------------------------------------------------------- | ------------------------- | ----------------------------- | ------ |
| Intermission Movie Part.1                               | Intermission Movie Part.1 | 2018年 10月10日               | 第2巻  |
| Intermission Movie Part.2                               | Intermission Movie Part.2 | 10月17日                      | 第2巻  |
| Intermission Movie Part.3                               | Intermission Movie Part.3 | 10月24日                      | 第2巻  |
| Intermission Movie Part.4                               | Intermission Movie Part.4 | 10月31日                      | 第2巻  |
| Intermission Movie Part.5                               | Intermission Movie Part.5 | 11月7日                       | 第4巻  |
| Intermission Movie Part.6                               | Intermission Movie Part.6 | 11月14日                      | 第4巻  |
| Intermission Movie Part.7                               | Intermission Movie Part.7 | 11月21日                      | 第4巻  |
| Intermission Movie Part.8                               | Intermission Movie Part.8 | 11月29日                      | 第4巻  |
| Intermission Movie Part.9                               | Intermission Movie Part.9 | 12月5日                       | 第4巻  |
| 「RELEASE THE SPYCE GOLDEN GENESIS」 Intermission Movie | Prologue                  | 2019年 3月16日 -Prologue-配信 | 第5巻  |
| 「RELEASE THE SPYCE GOLDEN GENESIS」 Intermission Movie | 1.5話                     | 2019年 3月16日 -Prologue-配信 | 第5巻  |
| 「RELEASE THE SPYCE GOLDEN GENESIS」 Intermission Movie | 2.5話                     | 2019年 3月16日 -Prologue-配信 | 第5巻  |
| 「RELEASE THE SPYCE GOLDEN GENESIS」 Intermission Movie | 3.5話                     | 2019年 3月16日 -Prologue-配信 | 第5巻  |
| 「RELEASE THE SPYCE GOLDEN GENESIS」 Intermission Movie | 4.5話                     | 2019年 3月16日 -Prologue-配信 | 第5巻  |
| 「RELEASE THE SPYCE GOLDEN GENESIS」 Intermission Movie | 5.5話                     | 2019年 3月16日 -Prologue-配信 | 第5巻  |
| 「RELEASE THE SPYCE GOLDEN GENESIS」 Intermission Movie | 6.5話                     | 2019年 3月16日 -Prologue-配信 | 第5巻  |
| 「RELEASE THE SPYCE GOLDEN GENESIS」 Intermission Movie | 7.5話                     | 2019年 3月16日 -Prologue-配信 | 第5巻  |
| 「RELEASE THE SPYCE GOLDEN GENESIS」 Intermission Movie | 8.5話                     | 2019年 3月16日 -Prologue-配信 | 第5巻  |
| 「RELEASE THE SPYCE GOLDEN GENESIS」 Intermission Movie | 9.5話                     | 2019年 3月16日 -Prologue-配信 | 第5巻  |
| 「RELEASE THE SPYCE GOLDEN GENESIS」 Intermission Movie | 10.5話                    | 2019年 3月16日 -Prologue-配信 | 第5巻  |
| 「RELEASE THE SPYCE TSUKIKAGE ALL」 Intermission Movie  | 番外編 楓とモモ           | 3月28日 予告映像 配信         | 第6巻  |
| 「RELEASE THE SPYCE TSUKIKAGE ALL」 Intermission Movie  | 番外編 雪と五恵           | 3月28日 予告映像 配信         | 第6巻  |
| 「RELEASE THE SPYCE TSUKIKAGE ALL」 Intermission Movie  | 番外編 命と初芽           | 3月28日 予告映像 配信         | 第6巻  |
| 「RELEASE THE SPYCE TSUKIKAGE ALL」 Intermission Movie  | 番外編 モモと命           | 3月28日 予告映像 配信         | 第6巻  |
| 「RELEASE THE SPYCE TSUKIKAGE ALL」 Intermission Movie  | 番外編 雪と楓             | 3月28日 予告映像 配信         | 第6巻  |
| 「RELEASE THE SPYCE TSUKIKAGE ALL」 Intermission Movie  | 番外編 命と五恵           | 3月28日 予告映像 配信         | 第6巻  |
| 「RELEASE THE SPYCE TSUKIKAGE ALL」 Intermission Movie  | 番外編 雪と初芽           | 3月28日 予告映像 配信         | 第6巻  |
| 「RELEASE THE SPYCE TSUKIKAGE ALL」 Intermission Movie  | 番外編 モモと五恵         | 3月28日 予告映像 配信         | 第6巻  |
| 「RELEASE THE SPYCE TSUKIKAGE ALL」 Intermission Movie  | 番外編 楓と初芽           | 3月28日 予告映像 配信         | 第6巻  |
| 「RELEASE THE SPYCE TSUKIKAGE ALL」 Intermission Movie  | 番外編 モモと初芽         | 3月28日 予告映像 配信         | 第6巻  |
| 「RELEASE THE SPYCE TSUKIKAGE ALL」 Intermission Movie  | 番外編 楓と五恵           | 3月28日 予告映像 配信         | 第6巻  |
| 「RELEASE THE SPYCE TSUKIKAGE ALL」 Intermission Movie  | 番外編 雪と命             | 3月28日 予告映像 配信         | 第6巻  |
| 「RELEASE THE SPYCE TSUKIKAGE ALL」 Intermission Movie  | 番外編 初芽と五恵         | 3月28日 予告映像 配信         | 第6巻  |
| 「RELEASE THE SPYCE TSUKIKAGE ALL」 Intermission Movie  | 番外編 命と楓             | 3月28日 予告映像 配信         | 第6巻  |
| 「RELEASE THE SPYCE TSUKIKAGE ALL」 Intermission Movie  | 番外編 雪とモモ           | 3月28日 予告映像 配信         | 第6巻  |

## 関連メディア

### BD / DVD
| 巻 | 発売日         | 収録話          | 規格品番   | 規格品番   |
| 巻 | 発売日         | 収録話          | BD         | DVD        |
| -- | -------------- | --------------- | ---------- | ---------- |
| 1  | 2018年12月19日 | 第1話 - 第2話   | PCXG-50651 | PCBG-53011 |
| 2  | 2019年1月16日  | 第3話 - 第4話   | PCXG-50652 | PCBG-53012 |
| 3  | 2019年2月20日  | 第5話 - 第6話   | PCXG-50653 | PCBG-53013 |
| 4  | 2019年3月20日  | 第7話 - 第8話   | PCXG-50654 | PCBG-53014 |
| 5  | 2019年4月17日  | 第9話 - 第10話  | PCXG-50655 | PCBG-53015 |
| 6  | 2019年5月15日  | 第11話 - 第12話 | PCXG-50656 | PCBG-53016 |

### Web番組
源モモ役の安齋由香里、相模楓役の藤田茜、石川五恵役ののぐちゆりがパーソナリティを務めるインターネット動画番組『リリスパ生放送 〜ミッション：ぽっしぶる!?〜』が、2018年4月24日から同年12月25日までニコニコ生放送とLINE LIVEにて配信された。2018年7月14日には『インターネットラジオステーション＜音泉＞27時間ニコ生放送』内にて『リリスパ生放送〜ミッション：ぽっしぶる!?〜 番外編』が配信された。
上記のパーソナリティ3人が務めるWebラジオ『TVアニメ「RELEASE THE SPYCE」ツキカゲ大作戦』が、2018年9月24日から2019年3月25日まで音泉にて毎週月曜に配信された。

### 漫画
美月めいあ作画によるスピンオフ漫画『RELEASE THE SPYCE ないしょのミッション』が、『電撃G'sコミック』 (KADOKAWA) 2018年3月号より2019年2月号まで連載。本編の。モモを主人公にツキカゲたちの日常をメインに描かれる。
Twitter公式にて爆天童による4コマ漫画『その後のリリスパさん』が放送終了後の木曜日、または金曜日に掲載された。

### 小説
『RELEASE THE SPYCE GOLDEN GENESIS』（リリース ザ スパイス ゴールデン ジェネシス）は、『電撃G's magazine』 (KADOKAWA) 2018年4月号より2019年1月号まで連載されたノベライズ作品。執筆：朱白あおい、イラスト：なもり。半蔵門雪を主人公に本編の約3年前から始まる前日譚が描かれる。単行本には描き下ろし番外編「ムーンフォール」が収録されている。

### ゲーム
『RELEASE THE SPYCE secret fragrance』（リリース ザ スパイス シークレット フレグランス）は、スマートフォンゲームとして2019年2月12日にリリース。時系列的にはアニメ第12話のモウリョウ壊滅後から雪がツキカゲを脱退するまでの間の出来事が描かれる。略称は「リリフレ」。
開発は、本作のシナリオチームが手掛けるスマートフォンアプリ『結城友奈は勇者である 花結いのきらめき』と同じくオルトプラスが参加し、トライフォートが共同で開発を行う。シナリオはタカヒロや朱白あおいが中心となり執筆され、アニメ、ノベル版双方に登場した組織、人物、さらに語られるだけであった人物などがボイス付きで再登場する。ノベル版に関係する内容は朱白が中心となり執筆しており、高坂信に関連するシーンの執筆を担当している。キャラクターグラフィックをアニメーション制作を務めたLay-duce、音楽をアニメでも音楽を担当した佐高陵平が担当するなど、これまでのシリーズ制作陣が参加、監修している。
2020年3月31日を持ってサービスを終了した。。

#### スタッフ（ゲーム）
- 原作 - SORASAKI.F
- 企画原案 - タカヒロ
- キャラクター原案 - なもり
- キャラクターデザイン - 石野聡
- ゲームオリジナルキャラクターデザイン - 竹花ノート
- シナリオ - タカヒロ、朱白あおい ほか
- キャラクターグラフィック - Lay-duce
- 音楽 - 佐高陵平
- メーカー - KADOKAWA、オルトプラス、トライフォート